# Ron Erhardt
Pour les articles homonymes, voir Erhardt.
Ronald Peter Erhardt, né le 27 février 1931 et mort le 21 mars 2012, est un entraîneur de football américain qui a été entraîneur principal des Patriots de la Nouvelle-Angleterre de 1978 à 1981, et coordinateur offensif des Giants de New York lors du Super Bowl XXV, et des Steelers de Pittsburgh lors du Super Bowl XXX.